# Loches-sur-Ource
Loches-sur-Ource ist eine französische Gemeinde mit 350 Einwohnern (Stand 1. Januar 2022) im Département Aube in der Region Grand Est (vor 2016 Champagne-Ardenne). Sie gehört zum Arrondissement Troyes und zum Kanton Bar-sur-Seine.

## Lage
Loches-sur-Ource liegt etwa 30 Kilometer südöstlich von Troyes an der Ource.
Nachbargemeinden sind Viviers-sur-Artaut im Norden und Nordwesten, Chacenay im Norden und Nordosten, Noé-les-Mallets im Nordosten, Essoyes im Süden und Osten, Gyé-sur-Seine im Süden und Südwesten sowie Landreville im Westen.

## Bevölkerungsentwicklung
| Jahr                       | 1962 | 1968 | 1975 | 1982 | 1990 | 1999 | 2006 | 2011 | 2018 |
| -------------------------- | ---- | ---- | ---- | ---- | ---- | ---- | ---- | ---- | ---- |
| Einwohner                  | 420  | 397  | 468  | 431  | 389  | 397  | 363  | 369  | 351  |
| Quellen: Cassini und INSEE |      |      |      |      |      |      |      |      |      |

## Sehenswürdigkeiten
- Kirche St. Peter und Paul
- sogenannte Römerbrücke über die Ource, Mitte des 18. Jahrhunderts

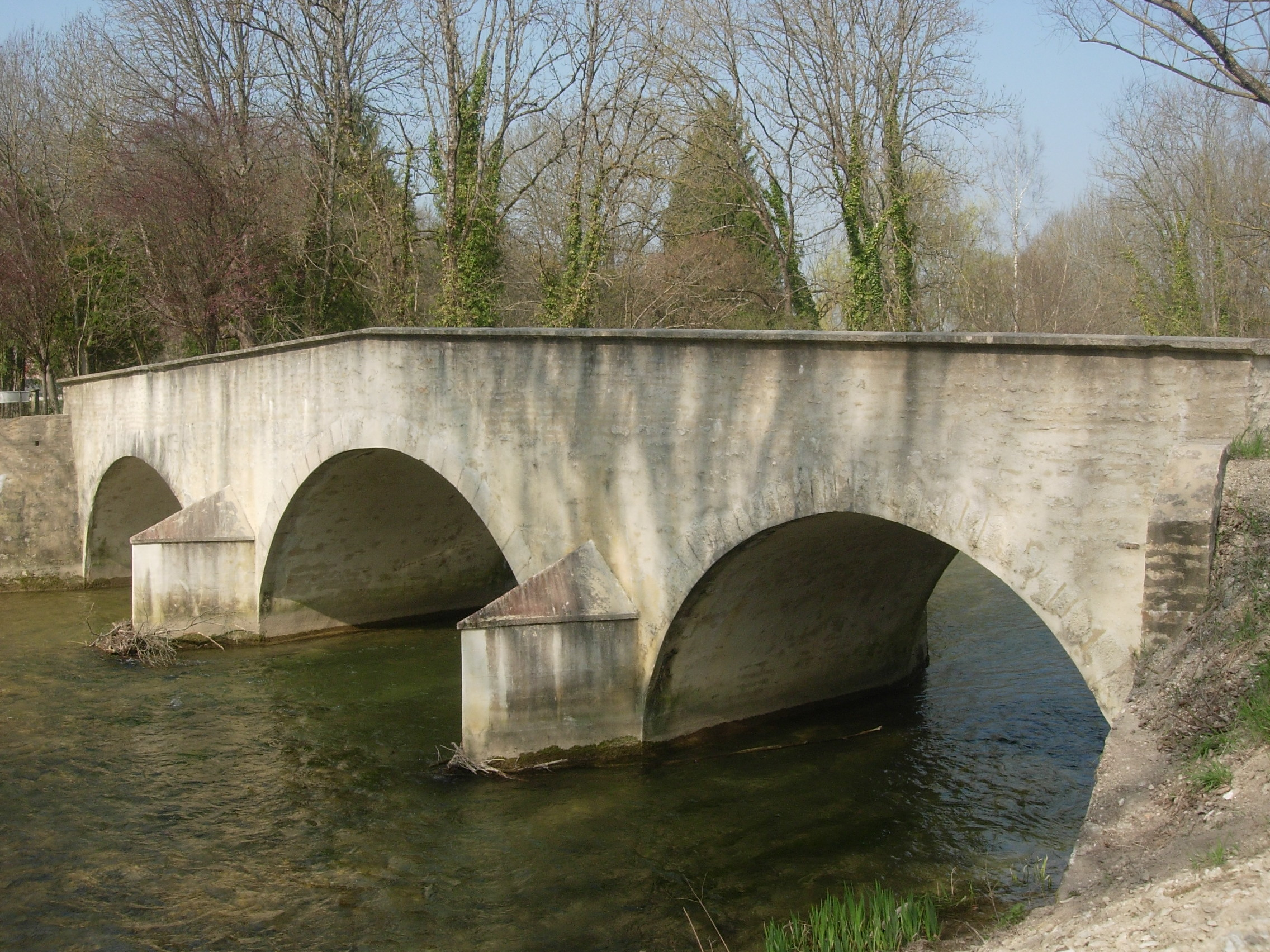
Sogenannte Römerbrücke über die Ource